# Jupp Kapellmann
Dr. Hans-Josef "Jupp" Kapellmann (Würselen, 19 de dezembro de 1949) é um ex-futebolista alemão.

## Carreira
Ele jogou de 1968 a 1981 na Liga de futebol pelo Alemannia Aachen, Köln, Bayern de Munique e 1860 Munique. Quando ele ingressou no Bayern, foi, na época, a transferência mais cara do futebol alemão, custando 800.000 marcos alemães. Jupp Kapellmann disputou pela Bundesliga 338 jogos marcando 36 gols.
Seus maiores sucessos desportivos, quando encontrava-se no Bayern, foram os campeonatos alemães em 1971, 1972 e 1973, e a Liga dos Campeões da Europa em 1974.

## Seleção
Sua estréia na seleção foi em 1973 e em 1974 atuou por mais cinco vezes desempenhando um papel activo na Copa do Mundo de 1974, em seu próprio país. Hoje, ele trabalha como ortopedista em Rosenheim.

## Títulos
Seleção Alemã de Futebol
- Copa do Mundo de 1974

FC Bayern de Munique
- Taça dos Clubes Campeões Europeus de 1973–74
- Bundesliga de 1973–74

## Campanha de destaque
- Copa do Mundo de 1970 - 3° lugar